# Sapahar
Sapahar (en bengali : সাপাহার) est une upazila du Bangladesh dans le district de Naogaon. En 1991, elle dénombrait 115 320 habitants.

## Histoire
Sapahar Thana a été formée en 1979 et elle est devenue une upazila n 1985.